# Marielys Rojas
Marielys Karina Rojas (* 30. April 1986) ist eine ehemalige venezolanische Leichtathletin, die sich auf den Hochsprung spezialisiert hat. Aktuell ist sie Inhaberin des Landesrekordes in dieser Disziplin und feierte ihren größten Erfolg mit dem Südamerikameistertitel 2011 in Buenos Aires.

## Sportliche Laufbahn
Erste internationale Erfahrungen sammelte Marielys Rojas im Jahr 2002, als sie bei den CAC-Juniorenmeisterschaften in Bridgetown mit übersprungenen 1,71 m die Goldmedaille in der U17-Altersklasse gewann. Anschließend gewann sie bei den Juniorensüdamerikameisterschaften im Rahmen der Südamerikaspiele in Belém mit derselben Höhe die Silbermedaille und daraufhin gewann sie bei den Jugendsüdamerikameisterschaften in Asunción mit 1,66 m und 11,90 m jeweils die Bronzemedaille im Hoch- und Dreisprung. Im Jahr darauf gewann sie bei den Juniorensüdamerikameisterschaften in Guayaquil mit 1,77 m die Bronzemedaille im Hochsprung und schied dann bei den Jugendweltmeisterschaften in Sherbrooke mit 1,65 m in der Qualifikationsrunde aus. 2004 belegte sie bei den U23-Südamerikameisterschaften in Barquisimeto mit 12,59 m den fünften Platz im Dreisprung und im Jahr darauf gewann sie bei den Südamerikameisterschaften in Cali mit 1,79 m die Bronzemedaille im Hochsprung hinter der Kolumbianerin Caterine Ibargüen und Solange Witteveen aus Argentinien. Anschließend gewann sie bei den Juegos Bolivarianos in Armenia mit 1,80 m die Silbermedaille hinter der Kolumbianerin Ibargüen, ehe sie bei den Juniorensüdamerikameisterschaften in Rosario mit 1,76 m die Goldmedaille gewann. 2006 gewann sie bei den Ibero-Amerikanischen Meisterschaften in Ponce mit 1,84 m die Bronzemedaille hinter der Spanierin Marta Mendía und Juana Rosario Arrendel aus der Dominikanischen Republik, ehe sie bei den Zentralamerika- und Karibikspielen in Cartagena mit 1,82 m den fünften Platz belegte. Daraufhin siegte sie bei den U23-Südamerikameisterschaften im Rahmen der Südamerikaspiele in Buenos Aires mit neuem Landesrekord von 1,87 m.
2007 gewann sie bei den Südamerikameisterschaften in São Paulo mit einer Höhe von 1,78 m die Bronzemedaille hinter der Kolumbianerin Caterine Ibargüen und Solange Witteveen aus Argentinien. Im Jahr darauf belegte sie bei den Ibero-Amerikanischen Meisterschaften in Iquique mit 1,75 m den fünften Platz und gewann bei den CAC-Meisterschaften in Cali mit 1,79 m die Bronzemedaille hinter der Lucianerin Levern Spencer und Ibargüen aus Kolumbien. 2011 siegte sie mit 1,80 m bei den Südamerikameisterschaften in Buenos Aires und startete anschließend bei den CAC-Meisterschaften in Mayagüez, den Weltmeisterschaften in Daegu sowie den Panamerikanischen Spielen in Guadalajara. Jedoch wurde sie im Oktober 2011 positiv auf Norandrosteron getestest und daraufhin aufgrund der Anti-Dopingbestimmungen mit einer zweijährigen Wettkampfsperre belegt. Zudem wurden all ihre Ergebnisse ab dem 16. Juli annulliert. Nach Ablauf ihrer Sperre trat Rojas nicht mehr sportlich in Erscheinung.
In den Jahren 2004 und 2005 sowie 2010 und 2011 wurde Rojas venezolanische Meisterin im Hochsprung.

## Persönliche Bestleistungen
- Hochsprung: 1,90 m, 29. März 2008 in Ponce (venezolanischer Rekord)
- Dreisprung: 12,59 m (+1,6 m/s), 26. Juni 2004 in Barquisimeto